# کلاسمدین یک
کلاسمدین یک، روستایی از توابع بخش مرکزی شهرستان باغ‌ملک در استان خوزستان ایران است.
بر طبق اخرین بررسی ها نام روستای کلاسمدین نه تنها مربوط به سالها بلکه مربوط به قرنها پیش میباشد به صورتی که شواهد و منابع حاکی از ان است که روستای فعلی کلاسمدین بر روی شهری باستانی و بزرگ بنا شده که هنوز آثاری از آن شهر برجای مانده است یکی از مهمترین آثار قبرستان روستا می باشد که با وسعتی حدود ۱۰ هکتار پر از قبر میباشد این دلیل بر آن است که در گذشته شهری بزرگ بوده که این همه مزار داشته است و از دیگر آثار قبر های پیدا شده که رو به قبله نمی باشند و احتمالا مربوط به زمان پیش از اسلام میباشند و حتی سنگ قبرهای پیدا شده که به زبان عربی هستند و هم اکنون نیز وجود دارند همچنین اشیای قدیمی کشف شده دال بر قدمت چندین هزار ساله این روستا دارد.

## جمعیت
این روستا در دهستان رودزرد قرار دارد و براساس سرشماری مرکز آمار ایران در سال ۱۳۸۵، جمعیت آن ۲۳ نفر (۷خانوار) بوده‌است.